# Công ty cổ phần Mondelez Kinh Đô
Công ty Cổ phần Mondelez Kinh Đô là một thành viên của tập đoàn Mondelēz International toàn cầu, có trụ sở tại Chicago, Illinois (Mỹ). Là một công ty cổ phần chuyên sản xuất và kinh doanh đồ ăn nhẹ với các mặt hàng chính gồm các loại bánh quy, bánh mì tươi, bánh bông lan, bánh trung thu, Chocolate, Kẹo cao su và các loại bánh kẹo khác.

## Lịch sử

### Thành lập
Công ty Cổ phần Mondelez Kinh Đô Việt Nam (“Mondelez Kinh Đô”) được thành lập năm 2015 sau khi Mondelēz International mua lại thương hiệu Kinh Đô từ năm 2015. Hiện Mondelez Kinh Đô là thành viên của tập đoàn Mondelēz International toàn cầu và là công ty Mỹ duy nhất tại thị trường bánh kẹo tại Việt Nam cung cấp đủ các loại bánh quy, bánh mì tươi, bánh bông lan, bánh trung thu, Chocolate, Kẹo cao su và các loại bánh kẹo khác.

### Quá trình phát triển trước thời điểm sáp nhập
Năm 1993 và 1994 công ty tăng vốn điều lệ lên 14 tỉ VNĐ, nhập dây chuyền sản xuất bánh Snack với công nghệ của Nhật Bản trị giá trên 750.000 USD.
Năm 1996, Công ty tiến hành đầu tư xây dựng nhà xưởng mới tại số 6/134 Quốc lộ 13, phường Hiệp Bình Phước, Quận Thủ Đức, Thành phố Hồ Chí Minh với diện tích 14.000m². Đồng thời công ty cũng đầu tư dây chuyền sản xuất bánh Cookies với công nghệ và thiết bị hiện đại của Đan Mạch trị giá 5 triệu USD.
Năm 1997-1998, Công ty tiếp tục đầu tư dây chuyền thiết bị sản xuất bánh mì, bánh bông lan công nghiệp với tổng trị giá đầu tư trên 1,2 triệu USD.
Cuối năm 1998, dây chuyền sản xuất kẹo Chocolate được đưa vào khai thác sử dụng với tổng đầu tư khoảng 800.000 USD.
Sang năm 1999, Công ty tiếp tục tăng vốn điều lệ lên 40 tỉ VNĐ, cùng với sự ra đời của Trung tâm thương mại Savico – Kinh Đô, tại quận 1, Thành phố Hồ Chí Minh.
Cùng thời gian đó là hệ thống Kinh Đô Bakery - kênh bán hàng trực tiếp của Công ty ra đời.
Năm 2000, Công ty tiếp tục tăng vốn đầu tư lên 51 tỉ VNĐ, mở rộng nhà xưởng lên gần 60.000 m2, trong đó diện tích nhà xưởng là 40.000m². Để đa dạng hóa sản phẩm, công ty đầu tư một dây chuyền sản xuất Bánh mặn Cracker từ châu Âu trị giá trên 2 triệu USD.
Bên cạnh đó, một nhà máy sản xuất bánh kẹo Kinh Đô cũng được xây dựng tại thị trấn Bần Yên Nhân, tỉnh Hưng Yên trên diện tích 28.000m², tổng vốn đầu tư là 30 tỉ VNĐ.
Tháng 04/2001, Công ty đầu tư thêm một dây chuyền sản xuất Kẹo cứng và một dây chuyền sản xuất Kẹo mềm hiện đại với tổng trị giá 2 triệu USD, công suất 40 tấn/ngày, nhằm đáp ứng nhu cầu của thị trường trong và ngoài nước.
Đến tháng 06/2001, tổng vốn đầu tư của Công ty lên đến 30 triệu USD. Công ty đưa vào khai thác thêm một dây chuyền sản xuất bánh mặn Cracker trị giá 3 triệu USD và công suất 1.5 tấn/giờ. Nhà máy Kinh Đô tại Hưng Yên cũng được đưa vào hoạt động nhằm phục vụ cho thị trường Hà Nội và các tỉnh phía Bắc.
Năm 2001 công ty đẩy mạnh việc xuất khẩu ra các thị trường Mỹ, Pháp, Canada, Đức, Đài Loan, Singapore, Campuchia, Lào, Nhật, Malaysia, Thái Lan.
Năm 2002, sản phẩm và dây chuyền sản xuất của công ty được BVQI chứng nhận ISO 9002 và sau đó là ISO 9002:2000. Nâng vốn điều lệ lên 150 tỉ VNĐ, công ty bắt đầu gia nhập thị trường bánh Trung Thu và đổi tên thành Công ty cổ phần Kinh Đô.
Ngày 01/10/2002, Công ty chính thức chuyển đổi từ Công ty TNHH Xây dựng và Chế Biến Thực Phẩm Kinh Đô sang Công ty Cổ Phần Kinh Đô.
Sản lượng tiêu thụ năm sau luôn tăng gấp đôi so với năm trước. Kinh Đô giai đoạn này có một mạng lưới 150 nhà phân phối và trên 30.000 điểm bán lẻ rộng khắp cả nước. Tốc độ phát triển kênh phân phối hàng năm tăng từ 15% đến 20%.

## Sáp nhập vào Mondelēz International
Năm 2015, Mondelēz International đã mua lại mảng bánh kẹo của Kinh Đô và đổi tên công ty thành Công ty Cổ phần Mondelez Kinh Đô Việt Nam.